# Horst Wernecke
Horst Wernecke (* 19. Juli 1933 in Pöhls, Kreis Stormarn; † 26. Juni 2021) war ein deutscher Lehrer und niederdeutscher Schriftsteller.

## Leben
Der Sohn eines Lehrers wuchs auf dem Land, in Jersbek, einer Gemeinde im Kreis Stormarn auf. Nach der Schule studierte er Bildende Kunst und Germanistik mit den Schwerpunkten Niederdeutsche Linguistik und Literatur. Anschließend wurde er, wie sein Vater, Lehrer. Neben seinen normalen Unterrichtsfächern Deutsch, Kunst und Geschichte gab er auch Kurse in Plattdeutsch. Später arbeitete er als Dezernent am Landesinstitut für Praxis und Theorie der Schule in Kiel und war dort unter anderem für den Niederdeutsch-Unterricht an den Schulen in Schleswig-Holstein zuständig. Dafür stellte er ein Lesebuch für die Grund-, Mittel- und Oberstufe her. Außerdem bildete er Lehrer für den Plattdeutsch-Unterricht fort und wurde Mitglied des Beirats für Niederdeutsch beim Schleswig-Holsteiner Landtag.
Schon während des Studiums ärgerte sich Horst Wernecke, dass das Plattdeutsche oft nur für lustige Theaterstücke verwendet werde. Deshalb begann er, eigene Stücke zu veröffentlichen. Zunächst waren es niederdeutsche Sachgeschichten, etwa über die Eiszeit in Holstein. Dann kamen Anekdoten über besondere Persönlichkeiten dazu.
Horst Wernecke lebte in Ammersbek bei Hamburg.

## Werke
- Iestiet in Holsteen un anner plattdüütsche Sakensgeschichten. Boyens, Heide 1990, ISBN 978-3-8042-0478-2